# Joram van Israël

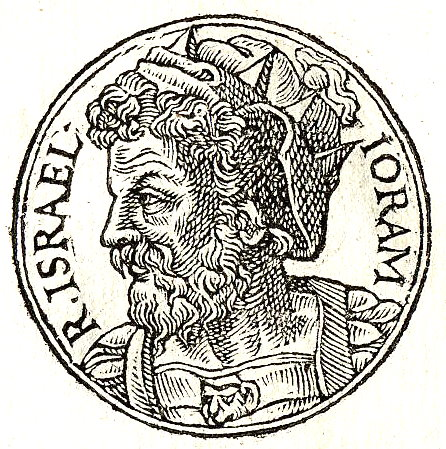
Joram volgens Promptuarii Iconum Insigniorum

Joram was volgens de Bijbel van 852 v.Chr. of 849 v.Chr. tot 842 v.Chr. koning van Israël. Hij volgde zijn broer Achazja op die na een val was overleden. Kort na zijn troonsbestijging kwam de Moabitische koning Mesa, wiens rijk schatplichtig was aan Israël, in opstand tegen Joram. Samen met koning Josafat van Juda en de koning van Edom, trok Joram op tegen Mesa. De oorlog verliep voorspoedig, maar nadat Mesa uit wanhoop zijn erfgenaam opofferde aan Kemos, waren de koningen zo ontzet dat ze zich terugtrokken uit Moab (2 Koningen 3). In een gewijzigde vorm vinden we een beschrijving van de gebeurtenissen terug op de stele die Mesa had opgericht op zijn overwinning op Israël te herdenken.
De banden met Juda bleven sterk en Jorams neef Achazja (niet te verwarren met de broer van Joram) was koning van Juda geworden. Toen koning Hazaël van Aram-Damascus Israël binnenviel, vochten de beide koningen zij aan zij tegen de Arameeërs in Ramot-Gilead. Zij leden echter een nederlaag en Ramot-Gilead moest aan de Arameeërs prijs worden gegeven (2 Koningen 8:28-29). Joram, die gewond was geraakt, en Achazja trokken terug naar Jizreël. Jehu, de commandant der strijdwagens van het Israëlitische leger, werd aangespoord door de profeet Elisa om koning Joram af te zetten. Jehu reed naar Jizreël, waarop de koning ruiters uitzond om Jehu's bedoelingen te achterhalen. Jehu negeerde de ruiters en vermoordde vervolgens zowel Joram als Achazja (2 Koningen 9:24-29). Daarna werd Jehu koning van Israël.
In de Israëlische plaats Tel Dan is de zogenaamde Tel Dan-stele teruggevonden. Hierin beweert een Aramese koning, ofwel Hazaël ofwel Benhadad II, dat hij Joram en Achazja had verslagen en gedood.